# Campionati mondiali di sci alpino 1989
I Campionati mondiali di sci alpino 1989, 30ª edizione della manifestazione organizzata dalla Federazione Internazionale Sci, si svolsero negli Stati Uniti, a Vail, dal 29 gennaio al 12 febbraio. Il programma incluse gare di discesa libera, supergigante, slalom gigante, slalom speciale e combinata, sia maschili sia femminili.

## Organizzazione e impianti
Le gare si disputarono sulle piste International di Vail e Centennial di Beaver Creek.

## Risultati

### Uomini

#### Discesa libera
| Pos. | Atleta            | Nazione        | Tempo   |
| ---- | ----------------- | -------------- | ------- |
| 1    | Hansjörg Tauscher | Germania Ovest | 2:10,39 |
| 2    | Peter Müller      | Svizzera       | 2:10,58 |
| 3    | Karl Alpiger      | Svizzera       | 2:10,67 |
| 4    | Daniel Mahrer     | Svizzera       | 2:10,91 |
| 5    | William Besse     | Svizzera       | 2:10,94 |
| 6    | Atle Skårdal      | Norvegia       | 2:10,99 |
| 7    | Helmut Höflehner  | Austria        | 2:11,24 |
| 8    | Peter Wirnsberger | Austria        | 2:11,52 |
| 9    | Roman Rupp        | Austria        | 2:11,60 |
| 10   | Klaus Gattermann  | Germania Ovest | 2:11,68 |

Data: 6 febbraio

Località: Beaver Creek

Pista: Centennial

Lunghezza: 3 480 m

Dislivello: 853 m

Ore: 12.30 (UTC-7)

Porte: 40

#### Supergigante
| Pos. | Atleta              | Nazione        | Tempo   |
| ---- | ------------------- | -------------- | ------- |
| 1    | Martin Hangl        | Svizzera       | 1:38,81 |
| 2    | Pirmin Zurbriggen   | Svizzera       | 1:39,09 |
| 3    | Tomaž Čižman        | Jugoslavia     | 1:39,18 |
| 4    | Hubert Strolz       | Austria        | 1:39,49 |
| 5    | Markus Wasmeier     | Germania Ovest | 1:39,56 |
| 6    | Alberto Tomba       | Italia         | 1:39,73 |
| 7    | Lars-Börje Eriksson | Svezia         | 1:39,95 |
| 8    | Steven Lee          | Australia      | 1:39,97 |
| 9    | Leonhard Stock      | Austria        | 1:40,07 |
| 10   | Franck Piccard      | Francia        | 1:40,09 |

Data: 8 febbraio

Località: Vail

Pista: International

Lunghezza: 2 234 m

Dislivello: 598 m

Ore: 13.30 (UTC-7)

Porte: 43

#### Slalom gigante
| Pos. | Atleta                | Nazione     | Tempo   |
| ---- | --------------------- | ----------- | ------- |
| 1    | Rudolf Nierlich       | Austria     | 2:37,66 |
| 2    | Helmut Mayer          | Austria     | 2:39,28 |
| 3    | Pirmin Zurbriggen     | Svizzera    | 2:39,38 |
| 4    | Marc Girardelli       | Lussemburgo | 2:39,57 |
| 5    | Martin Hangl          | Svizzera    | 2:39,75 |
| 6    | Ingemar Stenmark      | Svezia      | 2:39,85 |
| 7    | Alberto Tomba         | Italia      | 2:40,11 |
| 8    | Ole Kristian Furuseth | Norvegia    | 2:40,62 |
| 9    | Kyle Wieche           | Stati Uniti | 2:40,86 |
| 10   | Christian Gaidet      | Francia     | 2:40,87 |

Data: 9 febbraio

Località: Vail

Pista: International

Dislivello: 372 m

1ª manche:

Ore: 9.00 (UTC-7)

Porte: 54

2ª manche:

Ore: 12.30 (UTC-7)

Porte: 54

#### Slalom speciale
| Pos. | Atleta                | Nazione        | Tempo   |
| ---- | --------------------- | -------------- | ------- |
| 1    | Rudolf Nierlich       | Austria        | 2:02,85 |
| 2    | Armin Bittner         | Germania Ovest | 2:03,29 |
| 3    | Marc Girardelli       | Lussemburgo    | 2:03,65 |
| 4    | Paul Accola           | Svizzera       | 2:03,80 |
| 5    | Jonas Nilsson         | Svezia         | 2:03,87 |
| 6    | Ole Kristian Furuseth | Norvegia       | 2:05,18 |
| 7    | Paul Frommelt         | Liechtenstein  | 2:05,34 |
| 8    | Grega Benedik         | Jugoslavia     | 2:05,55 |
| 9    | Thomas Stangassinger  | Austria        | 2:07,25 |
| 10   | Patrick Staub         | Svizzera       | 2:07,48 |

Data: 12 febbraio

Località: Vail

Pista: International

Partenza: 2 706 m s.l.m.

Arrivo: 2 499 m s.l.m.

Dislivello: 207 m

1ª manche:

Ore: 9.00 (UTC-7)

Porte: 73

Tracciatore: Didier Bonvin (Svizzera)

2ª manche:

Ore: 11.30 (UTC-7)

Porte: 74

Tracciatore: Tino Pietrogiovanna (Italia)

#### Combinata
| Pos. | Atleta            | Nazione        |
| ---- | ----------------- | -------------- |
| 1    | Marc Girardelli   | Lussemburgo    |
| 2    | Paul Accola       | Svizzera       |
| 3    | Günther Mader     | Austria        |
| 4    | Pirmin Zurbriggen | Svizzera       |
| 5    | Markus Wasmeier   | Germania Ovest |
| 6    | Patrick Staub     | Svizzera       |
| 7    | Michael Tritscher | Austria        |
| 8    | Marián Bíreš      | Cecoslovacchia |
| 9    | Josef Polig       | Italia         |
| 10   | Berni Huber       | Germania Ovest |

Data: 30 gennaio-3 febbraio

Località: Beaver Creek

Pista: Centennial

Slalom speciale

Data: 30 gennaio

Dislivello: 180 m

1ª manche:

Ore: 10.00 (UTC-7)

Porte: 61

2ª manche:

Ore: 12.30 (UTC-7)

Porte: 57

Discesa libera

Data: 3 febbraio

Lunghezza: 3 339 m

Dislivello: 801 m

Ore: 12.00 (UTC-7)

Porte: 38

### Donne

#### Discesa libera
| Pos. | Atleta              | Nazione        | Tempo   |
| ---- | ------------------- | -------------- | ------- |
| 1    | Maria Walliser      | Svizzera       | 1:46,50 |
| 2    | Karen Percy         | Canada         | 1:48,00 |
| 3    | Karin Dedler        | Germania Ovest | 1:48,01 |
| 4    | Heidi Zurbriggen    | Svizzera       | 1:48,05 |
| 5    | Emi Kawabata        | Giappone       | 1:48,32 |
| 6    | Michaela Gerg       | Germania Ovest | 1:48,38 |
| 7    | Kerrin Lee-Gartner  | Canada         | 1:48,45 |
| 8    | Michela Figini      | Svizzera       | 1:48,57 |
| 9    | Heidi Zeller-Bähler | Svizzera       | 1:48,60 |
| 10   | Claudine Emonet     | Francia        | 1:48,61 |

Data: 5 febbraio

Località: Vail

Pista: International

Lunghezza: 2 591 m

Dislivello: 667 m

Ore: 13.00 (UTC-7)

Porte: 38

#### Supergigante
| Pos. | Atleta              | Nazione        | Tempo   |
| ---- | ------------------- | -------------- | ------- |
| 1    | Ulrike Maier        | Austria        | 1:19,46 |
| 2    | Sigrid Wolf         | Austria        | 1:19,49 |
| 3    | Michaela Gerg       | Germania Ovest | 1:19,50 |
| 4    | Maria Walliser      | Svizzera       | 1:19,69 |
| 5    | Michela Figini      | Svizzera       | 1:20,08 |
| 6    | Regine Mösenlechner | Germania Ovest | 1:20,08 |
| 7    | Michelle McKendry   | Canada         | 1:20,27 |
| 8    | Petra Kronberger    | Austria        | 1:20,38 |
| 9    | Anita Wachter       | Austria        | 1:20,39 |
| 10   | Karen Percy         | Canada         | 1:20,47 |

Data: 8 febbraio

Località: Vail

Pista: International

Lunghezza: 1 671 m

Dislivello: 478 m

Ore: 9.30 (UTC-7)

Porte: 41

#### Slalom gigante
| Pos. | Atleta                 | Nazione        | Tempo   |
| ---- | ---------------------- | -------------- | ------- |
| 1    | Vreni Schneider        | Svizzera       | 2:29,37 |
| 2    | Carole Merle           | Francia        | 2:30,50 |
| 3    | Mateja Svet            | Jugoslavia     | 2:31,92 |
| 4    | Maria Walliser         | Svizzera       | 2:32,05 |
| 5    | Karin Dedler           | Germania Ovest | 2:32,33 |
| 6    | Cathy Chedal           | Francia        | 2:32,97 |
| 7    | Blanca Fernández Ochoa | Spagna         | 2:33,22 |
| 8    | Ulrike Maier           | Austria        | 2:33,45 |
| 9    | Diann Roffe            | Stati Uniti    | 2:33,62 |
| 10   | Ingrid Salvenmoser     | Austria        | 2:33,66 |

Data: 11 febbraio

Località: Vail

Pista: International

Dislivello: 338 m

1ª manche:

Ore: 10.00 (UTC-7)

Porte: 47

2ª manche:

Ore: 12.30 (UTC-7)

Porte: 51

#### Slalom speciale
| Pos. | Atleta                 | Nazione        | Tempo   |
| ---- | ---------------------- | -------------- | ------- |
| 1    | Mateja Svet            | Jugoslavia     | 1:30,88 |
| 2    | Vreni Schneider        | Svizzera       | 1:31,49 |
| 3    | Tamara McKinney        | Stati Uniti    | 1:31,66 |
| 4    | Blanca Fernández Ochoa | Spagna         | 1:31,75 |
| 5    | Ingrid Salvenmoser     | Austria        | 1:32,57 |
| 6    | Monika Maierhofer      | Austria        | 1:32,77 |
| 7    | Anette Gersch          | Germania Ovest | 1:33,37 |
| 8    | Eva Twardokens         | Stati Uniti    | 1:33,40 |
| 9    | Florence Masnada       | Francia        | 1:33,45 |
| 10   | Pascaline Freiher      | Francia        | 1:33,60 |

Data: 7 febbraio

Località: Beaver Creek

Pista: Centennial

Dislivello: 180 m

1ª manche:

Ore: 9.30 (UTC-7)

Porte: 53

2ª manche:

Ore: 12.30 (UTC-7)

Porte: 56

#### Combinata
| Pos. | Atleta             | Nazione     |
| ---- | ------------------ | ----------- |
| 1    | Tamara McKinney    | Stati Uniti |
| 2    | Vreni Schneider    | Svizzera    |
| 3    | Brigitte Oertli    | Svizzera    |
| 4    | Mateja Svet        | Jugoslavia  |
| 5    | Anita Wachter      | Austria     |
| 6    | Ulrike Maier       | Austria     |
| 7    | Petra Kronberger   | Austria     |
| 8    | Michelle McKendry  | Canada      |
| 9    | Kerrin Lee-Gartner | Canada      |
| 10   | Pascaline Freiher  | Francia     |

Data: 29 gennaio-2 febbraio

Slalom speciale

Data: 29 gennaio

Località: Beaver Creek

Pista: Centennial

Dislivello: 159 m

1ª manche:

Ore: 10.00 (UTC-7)

Porte: 45

2ª manche:

Ore: 12.30 (UTC-7)

Porte: 45

Discesa libera

Data: 2 febbraio

Località: Vail

Pista: International

Lunghezza: 2 234 m

Dislivello: 598 m

Ore: 11.00 (UTC-7)

Porte: 34

## Medagliere per nazioni
| Pos. | Nazione        | Oro | Argento | Bronzo | Totale |
| ---- | -------------- | --- | ------- | ------ | ------ |
| 1    | Svizzera       | 3   | 5       | 3      | 11     |
| 2    | Austria        | 3   | 2       | 1      | 6      |
| 3    | Germania Ovest | 1   | 1       | 2      | 4      |
| 4    | Jugoslavia     | 1   | 0       | 2      | 3      |
| 5    | Lussemburgo    | 1   | 0       | 1      | 2      |
| 5    | Stati Uniti    | 1   | 0       | 1      | 2      |
| 7    | Canada         | 0   | 1       | 0      | 1      |
| 7    | Francia        | 0   | 1       | 0      | 1      |